# Aralia
Aralia L., 1753 è un genere di piante della famiglia Araliaceae, che comprende specie arboree arbustive ed erbacee perenni, a foglie decidue o sempreverdi, utilizzate come piante ornamentali nei giardini, in zone riparate, e negli appartamenti.

## Descrizione

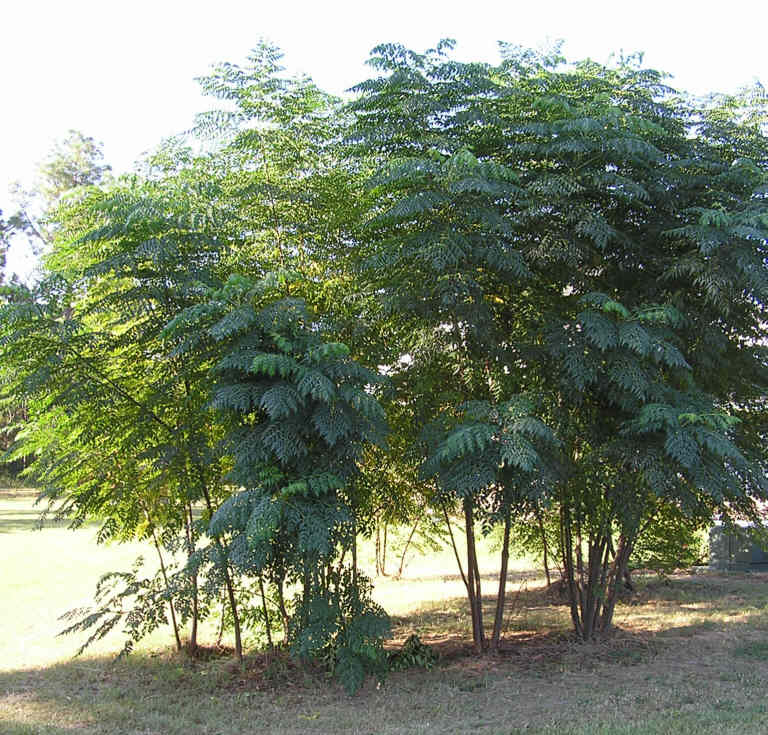
Aralia spinosa

Le piante del genere Aralia variano molto per dimensione, con alcune specie erbacee che non superano i 50 cm di altezza, mentre alcuni alberi raggiungono i 20 m.
Esse presentano grandi foglie bipennate, raggruppate alle estremità dei loro steli o rami. In alcune specie, le foglie sono ricoperte di setole.
Gli steli di alcune specie legnose sono alquanto spinosi, come ad esempio in Aralia spinosa.
I fiori sono biancastri o verdognoli e si ritrovano raggruppati in pannocchie terminali. I frutti, di forma sferica e simili a bacche, sono di colore viola scuro e sono molto apprezzati dagli uccelli.

## Ecologia
Le specie di Aralia sono utilizzate come piante nutrici dalle larve di alcune specie di Lepidotteri, tra le quali la Hemithea aestivaria.

## Distribuzione e habitat
Il genere Aralia è originario del Nord America, dell'Asia e dell'Australia. La maggior parte delle specie è presente nelle foreste di montagna.

## Tassonomia
Il genere comprende le seguenti specie:
- Aralia apioides Hand.-Mazz.
- Aralia armata (Wall. ex G.Don) Seem.
- Aralia atropurpurea Franch.
- Aralia bahiana J.Wen
- Aralia bicrenata Wooton & Standl.
- Aralia bipinnata Blanco
- Aralia cachemirica Decne.
- Aralia caesia Hand.-Mazz.
- Aralia californica S.Watson
- Aralia castanopsicola (Hayata) J.Wen
- Aralia chinensis L.
- Aralia continentalis Kitag.
- Aralia cordata Thunb.
- Aralia dasyphylla Miq.
- Aralia dasyphylloides (Hand.-Mazz.) J.Wen
- Aralia debilis J.Wen
- Aralia decaisneana Hance
- Aralia delavayi J.Wen
- Aralia devendrae Pusalkar
- Aralia duplex R.Chaves
- Aralia echinocaulis Hand.-Mazz.
- Aralia elata (Miq.) Seem.
- Aralia excelsa (Griseb.) J.Wen
- Aralia fargesii Franch.
- Aralia ferox Miq.
- Aralia finlaysoniana (Wall. ex G.Don) Seem.
- Aralia foliolosa Seem. ex C.B.Clarke
- Aralia frodiniana J.Wen
- Aralia gigantea J.Wen
- Aralia gintungensis C.Y.Wu ex K.M.Feng
- Aralia glabra Matsum.
- Aralia glabrifoliolata (C.B.Shang) J.Wen
- Aralia henryi Harms
- Aralia hiepiana J.Wen & Lowry
- Aralia hispida Vent.
- Aralia humilis Cav.
- Aralia hypoglauca (C.J.Qi & T.R.Cao) J.Wen & Y.F.Deng
- Aralia indonesica Doweld
- Aralia kansuensis G.Hoo
- Aralia kingdon-wardii J.Wen, Lowry & Esser
- Aralia leschenaultii (DC.) J.Wen
- Aralia malabarica Bedd.
- Aralia melanocarpa (H.Lév.) Lauener
- Aralia merrillii C.B.Shang
- Aralia mexicana (C.B.Shang & X.P.Li) Frodin
- Aralia montana Blume
- Aralia nudicaulis L.
- Aralia officinalis Z.Z.Wang
- Aralia parasitica (D.Don) Buch.-Ham. ex Bosse
- Aralia plumosa H.L.Li
- Aralia racemosa L.
- Aralia regeliana Marchal
- Aralia rex (Ekman) J.Wen
- Aralia scaberula G.Hoo
- Aralia scopulorum Brandegee
- Aralia searelliana Dunn
- Aralia soratensis Marchal
- Aralia spinifolia Merr.
- Aralia spinosa L.
- Aralia stellata (King J.Wen
- Aralia stipulata Franch.
- Aralia subcordata (Wall. ex G.Don) J.Wen
- Aralia thomsonii Seem. ex C.B.Clarke
- Aralia tibetana G.Hoo
- Aralia tomentella Franch.
- Aralia undulata Hand.-Mazz.
- Aralia urticifolia Blume ex Miq.
- Aralia verticillata (Dunn) J.Wen
- Aralia vietnamensis Ha
- Aralia wangshanensis (W.C.Cheng) Y.F.Deng
- Aralia warmingiana (Marchal) J.Wen
- Aralia wilsonii Harms
- Aralia yunnanensis Franch.

La definizione tassonomica del genere Aralia ha subito nel tempo molte variazioni. Specie precedentemente incluse per una più ampia definizione del genere, sono ora classificate in generi separati, come ad esempio Fatsia, Macropanax, Oreopanax, Panax, Polyscias, Pseudopanax, Schefflera e Tetrapanax.